# Bangdi

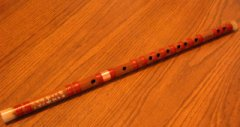
Bangdi

Le bangdi （chinois : 梆笛 ; pinyin : Bāngdí ) est un instrument de musique à vent important dans l'opéra chinois. On le trouve aussi comme instrument soliste au nord de la Chine.
C'est une petite flûte de la famille du dizi qui possède une tessiture très aiguë de deux octaves plus quelques notes.